# OCR-B

Vzor písma OCR-B

OCR-B je druh bezpatkového písma, který je užíván zejména za účelem snadnějšího optického rozpoznávání znaků (OCR) – jedná se tedy o strojově čitelné písmo. Font byl vytvořen v roce 1968 švýcarským typografem Adrianem Frutigerem pro americkou společnost Monotype na základě standardů organizace ECMA (Evropská asociace výrobců počítačů). Oproti svému předchůdci, fontu OCR-A, je kromě snadné rozpoznatelnosti počítači i dobře čitelný pro člověka. Font je v současnosti využíván zejména jako součást čárových kódů, na strojově čitelných cestovních pasech, v bankovnictví či poštovních službách.
Písmo bylo kodifikováno normou ISO 1073-2.